# Nhandu chromatus
Nhandu chromatus  (лат.) — вид пауков-птицеедов, широко распространённый в Южной Америке.
Длина тела самок составляет 9 см, размах конечностей — около 21 см. Самцы часто меньше, длиной 5—7 см. Отличительной особенностью являются белые полосы на ногах, от бежевого до серого цвета на головогруди и красноватыми волосками позади.
Паук обитает в тропических лесах и саваннах Бразилии и Парагвая, предпочитая области с влажностью около 75—80 %.
#Содержание Паука